# Zindzi Mandela
Zindziswa Mandela, også kendt som Zindzi Mandela-Hlongwane, (født 23. december 1960 i Soweto ved Johannesburg i Sydafrika, død 13. juli 2020 i Johannesburg) var en sydafrikansk politiker og diplomat. Hun var fra 2015 til 2020 sydafrikansk ambassadør i Danmark.

## Karriere

### Baggrund
Zindzi Mandela var yngste datter af anti-apartheid-aktivistene Nelson Mandela og Winnie Mandela. Barndommen var præget af den fængslede faders fravær fra familien og stadige repressalier mod familien. I 1972 skrev hun et brev til United Nations Special Committee Against Apartheid, hvori hun klagede over de politisk motiverede angreb på familien. 

### Digte
Allerede fra barndommen skrev hun digte, og de udkom første gang i en bog i 1978 med titlen Black as I Am. De blev senere oversat til tysk af Annemarie og Heinrich Böll.

### Politisk virke
Hun blev også kendt for talen «My Father says …», som hun holdt i 1985, i forbindelse med den sydafrikanske regerings tilbud om at løslade faderen fra fængslet på  visse betingelser. Mandela blev medtaget i antologien Daughters of Africa, som blev udgivet i 1992 af Margaret Busby i London og New York.
Efter apatheidstyrets fald arbejdede hun politisk blandt andet under Jacob Zumas og Cyril Ramaphosas regeringer.  
Mandela var gift to gange og fik fire børn: Zoleka Mandela (1980), Zondwa Mandela (1985), Bambatha Mandela (1989) og Zwelabo Mandela (1992). Hendes første mand var Zwelibanzi Hlongwane. De blev skilt, og hun giftede sig så med Molapo Motlhajwa fra South African National Defence Force i marts 2013.
Hun var ambassadør i Danmark fra 2015 til sin død. 
I juni 2019 skrev hun på sin twitterprofil: «trembling white cowards who are the thieving rapist descendants of Van Riebeck» og «uninvited visitors who don't want to leave». Hun gik imod «apartheid-forsvarerne» og gik ind for konfiskation af hvide jordejeres ejendomme. Dette udløste betydelig strid i mediene og blandt sydafrikanske politikere. Hun blev pålagt af udenrigsminister Naledi Pandor at «opføre sig som en diplomat» og følge departementets politik vedrørende sociale medier. Tidligere præsident Thabo Mbeki udtrykte også sin bekymring. Hendes ord blev kritiseret som værende hate speech af ANC-veteranen Mavuso Msimang, men hun fik støtte fra EFF og KwaZulu-Natals minister Sihle Zikalala. Udtalelserne på Twitter kom, da slutningen på hendes periode som ambassadør i Danmark nærmede sig.
Mandela døde 13. juli 2020 i Johannesburg i en alder af 59 år. Nogle få dage før sin død blev hun testet positiv for covid-19.